# Volodarka, Poliske
Volodarka (în ucraineană Володарка) este localitatea de reședință a comunei Volodarka din raionul Poliske, regiunea Kiev, Ucraina.

## Demografie
Componența lingvistică a localității Volodarka
     Ucraineană (97,05%)
     Rusă (2,06%)
     Alte limbi (0,88%)
Conform recensământului din 2001, majoritatea populației localității Volodarka era vorbitoare de ucraineană (97,05%), existând în minoritate și vorbitori de rusă (2,06%).